# Rodriguinho (voleibolista)
Rodrigo Pimentel Souza Leão (Rio de Janeiro, 5 de junho de 1996 é um voleibolista indoor brasileiro atuante na posição de ponteiro, com marca de alcance de 345 cm no ataque e 327 cm no bloqueio, conquistou  títulos nas categorias de base da seleção brasileira, sagrando-se medalhista de ouro no Campeonato Sul-Americano de 2017 no Chile e medalhista de prata da Liga Mundial de 2017 no Brasil.Em clubes é tetracampeão do Campeonato Sul-Americano de Clubes nos anos de 2015, 2016, 2017 e 2018, e bicampeão do Campeonato Mundial de Clubes  nos anos de 2015 e2016, e nesta competição possui a medalha de bronze na edição de 2017.

## Carreira
Os primeiros passos de Rodriguinho no voleibol ocorreram quando ingressou nas categorias de base do Fluminense F.C., mais tarde integrou a seleção carioca na categoria infantojuvenil em 2011.
Ainda como atleta do Fluminense foi convocado pelo técnico Percy Oncken para a temporada de 2012  e compor o elenco infantojuvenil da Seleção Brasileira, disputando amistosos com equipes internacionais, disputou a edição do Campeonato Sul-Americano Infantojuvenil de 2012, este sediado em Santiago, Chile, e conquistou a medalha de ouro.
Representou a Seleção Brasileira na categoria infantojuvenil, em preparação para o Campeonato Mundial, quando disputou a Superliga Brasileira B 2013 e não avançou a fase final nesta edição; e  ainda por este selecionado disputou o Campeonato Mundial Infantojuvenil de 2013 realizado nas cidades mexicanas de Tijuana e Mexicali e disputou esta edição vestindo a camisa#11, ocasião que o Brasil não avançou as finais, terminando na quinta colocação.
A partir de 2013 integrou as categorias de base do Grupo EBX/RJ, apos a retirada do principal patrocinador instalou-se uma crise instalou-se no clube, mesmo sendo das categorias de base assumiu a posição titular do elenco profissional na temporada 2013-14, conquistando o título do Campeonato Carioca de 2013 e também disputou a Superliga Brasileira A 2013-14, com o time avançou as quartas de final apenas encerrando no quinto lugar, e ainda disputou a edição da Copa Brasil de 2014 , esta disputada em Maringá, finalizando na sexta posição.
Em 2014 foi convocado pelo técnico Bernardo Rezende para os treinamentos visando a Liga Mundial, primeira convocação na categoria adulto. No mesmo ano foi convocado para os treinamentos da seleção juvenil.
Após sofrer lesão nos treinamentos com a referida seleção de base, e seu agente procurou o Sada Cruzeiro Vôlei onde poderia submeter-se a cirurgia necessária e ter acesso, a intenso trabalho de recuperação, e recebeu deste clube todo suporte necessário e a partir daí permaneceu nas categorias de base do mesmo, conquistando o vice-campeonato da Taça Paraná de 2014, categoria juvenil, embora ele e os demais do elenco  na faixa infantojuvenil, e foi premiado como o melhor atacante da edição
Ainda em 2014 e representando as categorias de base do Sada Cruzeiro Vôlei conquistou os títulos do Campeonato Metropolitano Infantojuvenil (Assessoria Regional 6), do Metropolitano Juvenil (Assessoria Regional 6), Copa Minas Infantojuvenil e o Campeonato Mineiro Infantojuvenil.
Na jornada esportiva 2014-15, ele representou este mesmo clube que utilizou a alcunha Sada Cruzeiro/Unifemm e disputou a Superliga Brasileira B 2015, ocasião que conquistou o título. Também com elenco adulto  disputou a edição de Superliga Brasileira A, correspondente a temporada 2014-15 e obteve o seu primeiro nacional.
No final da jornada 2014-15 atuou pelo Sada Cruzeiro na edição do Campeonato Sul-Americano de Clubes em 2015, este sediado em San Juan, na Argentina, ocasião que conquistou a medalha de prata. Também integrou o elenco profissional do Sada Cruzeiro na edição do Campeonato Mundial de Clubes  de 2015, sediado em Betim, vestindo a camisa #11 obtendo a inédita medalha de ouro em sua carreira.
No ano de 2015 recebeu convocação para Seleção Brasileira em preparação para o Campeonato Mundial Juvenil no México e disputou  a edição da Copa Pan-Americana Sub-21 em Gatineau, no Canadá, vestindo a camisa#11 conquistando a medalha de ouro um dos destaques premiado como o melhor sacador da competição.
Na sequência representou o selecionado brasileiro no Campeonato Mundial Juvenil em Tijuana e Mexicali, cidades mexicanas, também vestindo a camisa#11 e alcançou a quarta posição final.
Na temporada 2015-16 permanece no Sada Cruzeiro Vôlei e disputou a edição do Campeonato Mineiro de 2015, na sequência competiu na primeira edição da Supercopa Brasileira em 2015, realizada em Itapetininga, sagrando-se campeão e conquistou o título da Superliga Brasileira A 2015-16, registrando 50 pontos, destes foram 44 de ataques, 2 de bloqueios e 4 de saques; alcançou também o título da Copa Brasil de 2016, evento sediado em Campinas.
Em 2016 conquistou o bicampeonato na edição do Campeonato Sul-Americano de Clubes, realizado em Taubaté, disputando outra edição do Campeonato Mundial de Clubes e vestindo a camisa#11 sagrando-se bicampeão mundial.
Voltou também em 2016 a ser convocado para Seleção Brasileira para disputar o Campeonato Sul-Americano Sub-23 na cidade colombiana de Cartagena das Índias, conquistando a medalha de ouro de forma invicta e integrou a seleção do campeonato como segundo ponteiro.
Nas competições do período de 2016-17 renovou com o Sada Cruzeiro, se firmou como o terceiro ponteiro do elenco profissional. Sagrou-se bicampeão do Campeonato Mineiro de 2016 e o bicampeonato da Supercopa Brasileira de 2016>; disputou também na edição da correspondente Superliga Brasileira A, obtendo o tricampeonato consecutivo nacional.
Disputou a edição da Copa Brasil  de 2017 realizada em Campinas, ocasião que avançou as semifinais e time sofreu eliminação, também sagrou-se tricampeão da edição do Campeonato Sul-Americano de Clubes de 2017, sediado em Montes Claros, fazendo parte da seleção do campeonato na condição de segundo melhor ponteiro.
Recebeu convocação para Seleção Brasileira por parte do técnico Renan Dal Zotto para disputar a edição do Campeonato Sul-Americano de 2017, sediado nas cidades de Temuco e Santiago e conquistou sua primeira medalha de ouro pela seleção principal e também disputou a última edição da Liga Mundial de 2017 cuja fase final deu-se em Curitiba, vestindo a camisa #11 conquistou o vice-campeonato.
Renovou com o Sada Cruzeiro para as competições do período 2017-18, na pré-temporada disputou aa edição do Desafio Sul-Americano de Vôlei na San Juan (Argentina) conquistando o título, também alcançando o tricampeonato do Campeonato Mineiro de 2017 e o tricampeonato também na edição da Supercopa de 2017 e conquistou nesta mesma temporada o bicampeonato da Copa Brasil de 2018 em São Paulo e neste mesmo ano sagrou-se tetracampeão na edição do Campeonato Sul-Americano de Clubes novamente sediada em Montes Claros e foi premiado como o melhor jogador da competição. E venceu a primeira partida da final da Superliga Brasileira A 2017-18 e ao vencer a segunda partida dos playoffs da fase final sagrou-se tetracampeão nacional de forma consecutiva.
Renovou com o Sada Cruzeiro por mais uma temporada e conquistou o título do Campeonato Mineiro de 2018, e foi eleito o melhor jogador do campeonato, na sequência conquistou o vice-campeonato da Supercopa Brasileira de 2018 realizada em Belo Horizonte e obteve o título da Copa Brasil de 2019 realizada em Lages.

## Títulos e resultados
- Superliga Brasileira-Série A: 2014–15,[27] 2015–16,[43] 2016–17,[58] 2017–18,[73] 2021–22, 2022–23
- Supercopa Brasileira de Voleibol:2015,[42] 2016[54] e 2017[69]
- Supercopa Brasileira de Voleibol:2018[76]
- Copa Brasil:2016,[45] 2018,[70] 2019[77]
- Superliga Brasileira:2015[26]
- Campeonato Mineiro: 2015,[41] 2016,[53] 2017[68] e 2018[75]
- Campeonato Carioca:2013[13]
- Campeonato Mundial Juvenil:2015[38]
- Taça Paraná Juvenil:2014[22]
- Campeonato Mineiro Infantojuvenil:2014[23]
- Campeonato Metropolitano Juvenil:2014[24]
- Campeonato Metropolitano Infantojuvenil:2014[23]
- Copa Minas Infantojuvenil:2014[25]

## Premiações individuais
- Melhor Ponteiro do Campeonato Sul-Americano de Clubes de 2022
- MVP do Campeonato Mineiro de 2018[75]
- 2º Ponteiro do Campeonato Sul-Americano de Clubes de 2017[62]
- 2º Ponteiro do Campeonato Sul-Americano Sub-23 de 2016[51]
- MVP da Copa Pan-Americana Juvenil de 2015[36]
- Melhor Atacante da Taça Paraná Juvenil de 2014[22]